# Бродбент, Дональд
Дональд Эрик Бродбент (англ. Donald Eric Broadbent; 6 мая 1926, Бирмингем — 10 апреля 1993, Эйлсбери) — английский экспериментальный психолог.
Исследовал селективное (избирательное) внимание и кратковременную память. Основываясь на результатах экспериментов с дихотическим прослушиванием, проводившихся Эдвардом Колином Черри (1914—1979) (одновременное предъявление различных слов в левое и правое ухо), выдвинул концепцию внимания: «модель с фильтрацией» или «модель ранней селекции». Эта модель объясняет процессы и результаты экспериментов с селективным прослушиванием. Согласно этой теории, существует механизм ввода сенсорной информации с большой пропускной способностью, который сохраняет её в буфере на доли секунды. Через посредство селективного фильтра происходит дальнейшее оперирование этой информацией и, например, её запоминание в долговременной памяти. Фильтрация сенсорной информации может происходить по различным физическим признакам информации (голос, локализация в пространстве). Сенсорная информация, на которую направлено селективное внимание, проходит через фильтр, не задерживаясь в буфере, тогда как остальная информация накапливается в буфере для последующей обработки. Если эта информация — речь, то проходящая через фильтр информация осознаётся слышащим её человеком, вербальное содержание остающейся в буфере информации, пока она не прошла через фильтр, человеком не осознаётся. Когда человек в опытах Черри прослушивал разную информацию, подаваемую на правое и левое ухо, то он мог в дальнейшем повторить информацию, предъявлявшуюся только одному уху, на которое было направлено его внимание.
Применяемой в объяснении механизмов внимания модели ранней селекции, отстаиваемой Бродбентом, противостоит позиция модели поздней селекции, выдвинутая Дойчами.

## Экспериментальное подтверждение модели ранней селекции
Проводившийся Франколини (Francolini) и Эгетом (Egeth) в 1980 году эксперимент, представлявший собой разновидность теста на эффект Струпа (Stroop effect), подтвердил модель ранней селекции. Участникам теста были даны символы двух разных цветов, концентрировать внимание они должны были на символах одного цвета, а символы другого цвета — игнорировать. При этом на первом этапе символы другого цвета не имели никакой корреляции с символами, на которые обращалось внимание, во втором случае символы другого цвета коррелировали, накладывались своим смыслом на символы другого цвета, но содержали неверную информацию, например, содержали цифру, близкую, но не соответствующую количеству символов первого цвета (например, пять красных букв и синяя цифра 6). Таким образом, символы другого цвета (синяя цифра 6), вероятно, должны были формировать у испытуемых склонность ответить неверно на вопрос о числе символов контролируемого цвета, назвав ту цифру, которая была среди символов игнорируемого цвет (синяя цифра 6). Как показали тесты, ошибок, связанных с наложением символов другого цвета, не было. Это говорит о том, что испытуемые не обладали знанием о ряде игнорируемого цвета. Результаты этого эксперимента противоречат модели поздней селекции.

## Критика и развитие идей Бродбента
Дальнейшие исследования показали, что символы, на которые не производится концентрация внимания, не игнорируются в ходе теста полностью, они создают негативное фиксирование установки для символов ряда контрольного цвета.
Невилл Морей (Neville Moray) предположил, что некоторые стимулы настолько сильны, что способны преодолевать механизмы селективного фильтра, достигая уровня перцептивной обработки. Так, в опытах с дихотическим прослушиванием часть информации (например, имя человека), поступавшей на ухо, не связанное с перцептивной обработкой, всё же распознавалась человеком.
Трисман объясняла обнаруженный Мореем феномен тем, что всё же некоторая более высокого уровня обработка информации происходит и при получении её через сенсорные механизмы, не контролируемые вниманием. Поступающая через сенсорные механизмы информация не может подвергаться фильтрации на уровне самих сенсорных механизмов, это происходит на уровне когнитивной обработки. Чтобы у испытуемых стимульная информация могла быть воспринята как знакомая (например, имя испытуемого), она должна быть подвергнута когнитивной обработке.